# Ե
Yech (mayúscula: Ե; minúscula: ե; en armenio: եչ) es la quinta letra del alfabeto armenio. Fue creada por Mesrop Mashtots en el siglo V d. C. y tiene un valor numérico de 5.
A mitad de palabra representa la vocal semiabierta anterior no redondeada ([ɛ]); en posición inicial, se pronunciaba como [jɛ].

## Códigos informáticos
| Carácter      | Ե                            | Ե                            | ե                          | ե                          |
| ------------- | ---------------------------- | ---------------------------- | -------------------------- | -------------------------- |
| Unicode       | ARMENIAN CAPITAL LETTER YECH | ARMENIAN CAPITAL LETTER YECH | ARMENIAN SMALL LETTER YECH | ARMENIAN SMALL LETTER YECH |
| Codificación  | decimal                      | hex                          | decimal                    | hex                        |
| Unicode       | 1333                         | U+0535                       | 1381                       | U+0565                     |
| UTF-8         | 212 181                      | D4 B5                        | 213 165                    | D5 A5                      |
| Ref. numérica | &#1333;                      | &#x535;                      | &#1381;                    | &#x565;                    |

## Galería

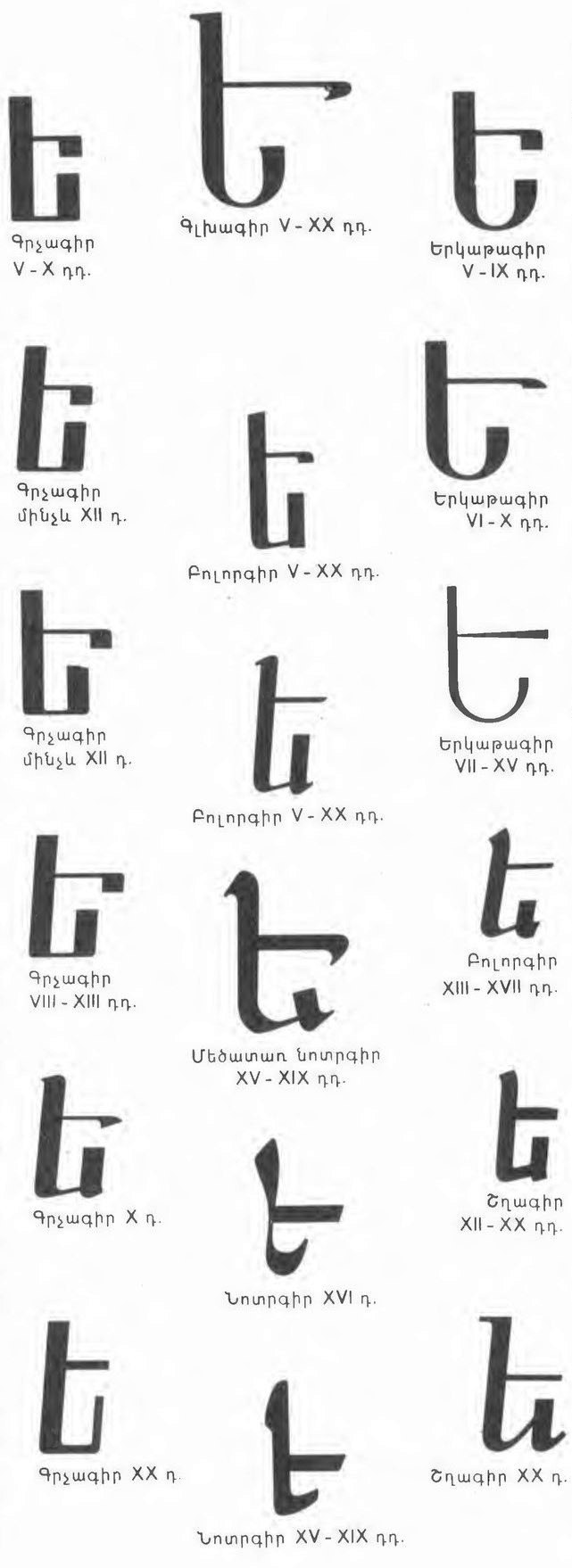
Varias fuentes históricas

Erkat'agir redondeada
Erkat'agir angular
Bolorgir
Notrgir
Shghagir
Forma tipográfica
Forma manuscrita
Armenio occidental
Armenio oriental
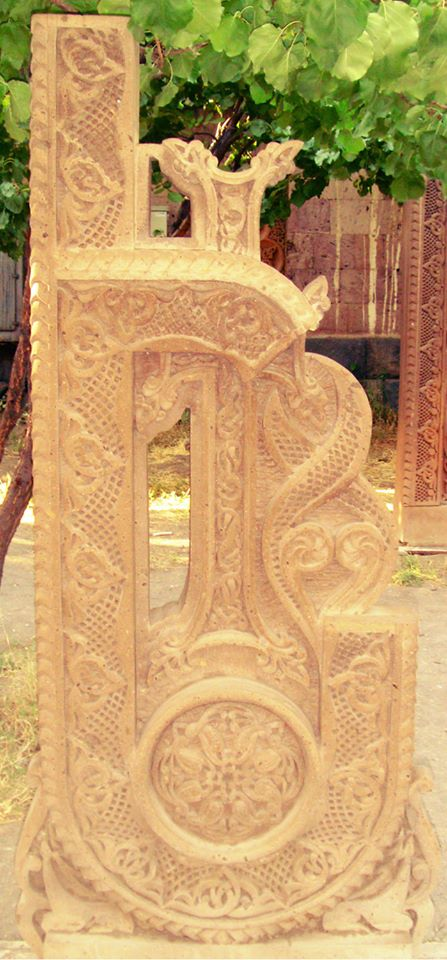
Monumento Khachkar con forma de «Yech» en la iglesia de San Mesrop Mashtots en Oshakan

## Caracteres relacionados y similares
- Е е : Letra cirílica Ye
- Є є : Letra cirílica ucraniana Ye
- E e : Letra latina E
- t : Letra latina T